# Милан Пузић
Милан Пузић (Крушевац, 2. април 1926 — Београд, 16. новембар 1994) био je српски глумац.

## Биографија
Пузић је рођен у Крушевцу 2. априла 1926. године. Миланов отац Марко Пузић доселио се из Богатића у Крушевац где је упознао Ангелину, кћерку Косте Петровића. Његов деда по мајци био је трговац и имао је браваску радњу. Отац Марко је држао посластичарницу а дворишту породичне куће Милан је као ђак је правио позориште за комшије, док је озбиљније представе остварио као средњошколац а са осамнаест година глумио је у Градском народном позоришту у Крушевцу. Од 1946. до 1948. године је похађао Драмски студио при Народном позоришту у Београду и студирао на Филозофском факултету. Године 1946. постаје члан Београдског драмског позоришта, а од 1951. године Народног позоришта у Београду. Филмску каријеру је започео улогом у филму Језеро 1950, а главне улоге је тумачио у филмовима Пукотина раја из 1959. и Човјек са фотографије из 1963. године. Преминуо је 16. новембра 1994. године у Београду у 69. години живота.

## Филмографија
|                   | 1950 ▼ | 1960 ▼ | 1970 ▼ | 1980 ▼ | Укупно |
| ----------------- | ------ | ------ | ------ | ------ | ------ |
| Дугометражни филм | 7      | 3      | 4      | 16     | 30     |
| ТВ филм           | 0      | 4      | 21     | 4      | 29     |
| ТВ серија         | 0      | 3      | 8      | 7      | 18     |
| ТВ мини серија    | 0      | 0      | 1      | 2      | 3      |
| ТВ кратки филм    | 0      | 1      | 1      | 0      | 2      |
| Кратки филм       | 0      | 0      | 1      | 1      | 2      |
| Укупно            | 7      | 11     | 36     | 30     | 84     |

| Год.       | Назив                                         | Улога                             |
| ---------- | --------------------------------------------- | --------------------------------- |
| 1950.-те ▲ |                                               |                                   |
| 1950.      | Црвени цвет                                   | Милун                             |
| 1952.      | Сви на море                                   | Мирко                             |
| 1958.      | Алекса Дундић                                 | Павле Хоџић                       |
| 1959.      | Осма врата                                    | Агент Чеда                        |
| 1959.      | Сам                                           | Командант Петар                   |
| 1959.      | Пукотина раја                                 | Слободан Марковић                 |
| 1960.-те ▲ |                                               |                                   |
| 1961.      | Суђење Мери Дуган (ТВ)                        | Комесар                           |
| 1963.      | Кобна плочица (ТВ)                            |                                   |
| 1963.      | Човјек са фотографије                         | Мајор Шулц                        |
| 1966.      | Госпођа министарка                            | Чеда, зет                         |
| 1967.      | Хонорарни краљ (кратки филм)                  |                                   |
| 1967.      | Добар ветар „Плава птицо“                     | Поручник                          |
| 1967.      | Височка хроника (серија)                      | Градски писар                     |
| 1968.      | Први пут са оцем на јутрење (ТВ)              |                                   |
| 1968.      | Код Лондона (серија)                          |                                   |
| 1969.      | Бог је умро узалуд                            |                                   |
| 1969.      | Рађање радног народа (серија)                 | Професор                          |
| 1970.-те ▲ |                                               |                                   |
| 1970.      | Седам писара (ТВ)                             |                                   |
| 1970.      | Јепе брђанин (ТВ)                             |                                   |
| 1970.      | Србија на Истоку (ТВ)                         | Миљковић                          |
| 1970.      | Љубав на сеоски начин (серија)                | Судија                            |
| 1971.      | Чедомир Илић (ТВ серија)                      | Краљев официр 1                   |
| 1971.      | Вежбе из гађања (ТВ)                          |                                   |
| 1971.      | Нирнбершки епилог (ТВ)                        | Бранилац                          |
| 1971.      | Хроника паланачког гробља (мини-серија)       |                                   |
| 1972.      | Ратнички таленат (ТВ)                         | Џеки, сценограф                   |
| 1972.      | Женски разговори (серија)                     |                                   |
| 1972.      | Изданци из опаљеног грма (серија)             |                                   |
| 1973.      | Сан доктора Мишића (ТВ)                       | Апотекар                          |
| 1973.      | Самоћа                                        |                                   |
| 1973.      | Сутјеска                                      | Члан главног штаба 2              |
| 1974.      | Легенда о Карасу (ТВ)                         |                                   |
| 1974.      | Одлазак Дамјана Радовановића (ТВ)             | Симеон Петровић                   |
| 1974.      | Наши очеви (ТВ)                               |                                   |
| 1974.      | Флоријановић (ТВ)                             |                                   |
| 1974.      | СБ затвара круг                               | Никола Јовановић                  |
| 1974.      | Димитрије Туцовић (ТВ серија)                 | Драгиша Ђурић                     |
| 1975.      | Крај недеље                                   | Доктор Луковић гинеколог          |
| 1975.      | Отписани (серија)                             | Шеф станице Драганин теча         |
| 1975.      | Песма (ТВ серија)                             |                                   |
| 1976.      | Аранђелов удес (ТВ)                           | Радован, Аранђелов стриц          |
| 1976.      | Човек који је бомбардовао Београд (ТВ)        | Александер Лер                    |
| 1976.      | Фронташ (ТВ)                                  |                                   |
| 1977.      | Како упокојити вампира (ТВ)                   | Лекар                             |
| 1977.      | Операција (ТВ)                                |                                   |
| 1977.      | 67. састанак Скупштине Кнежевине Србије (ТВ)  | Радоња Недић                      |
| 1977.      | Хроничан живот                                |                                   |
| 1978.      | Повратак отписаних (ТВ серија) (серија)       | Доктор Гроте                      |
| 1979.      | Слом (серија)                                 | Генерал Данило Калафатовић        |
| 1979.      | Прва српска железница (ТВ)                    | Михајло Розен                     |
| 1979.      | Освајање слободе                              | Симон Долаповић                   |
| 1979.      | Мост                                          |                                   |
| 1980.-те ▲ |                                               |                                   |
| 1980.      | Хајдук                                        | Пуковник                          |
| 1980.      | Видимо се у следећем рату (словеначки филм)   |                                   |
| 1980.      | Врућ ветар (серија)                           | Марко Бошковић                    |
| 1981.      | Краљевски воз                                 | Шеф Полиције                      |
| 1981.      | Љуби, љуби, ал' главу не губи                 | Калоперовић                       |
| 1981.      | Случај Богољуба Савковића Ливца (кратак филм) |                                   |
| 1981.      | Лаф у срцу                                    | Професор                          |
| 1981.      | Берлин капут                                  |                                   |
| 1981.      | Лов у мутном                                  | Страја                            |
| 1981.      | Светозар Марковић (серија)                    |                                   |
| 1981.      | Шеста брзина                                  | Анђелко                           |
| 1982.      | Шпанац (мини-серија)                          | Ђенерал Данило Калафатовић        |
| 1982.      | Сабињанке (ТВ)                                | Џорџ Мур                          |
| 1982.      | Живети као сав нормалан свет                  | Едвард Голдман                    |
| 1982.      | Приче из радионице (серија)                   | Анђелко                           |
| 1982.      | Последњи чин                                  | Генерал Дража Михајловић          |
| 1982.      | Залазак сунца                                 | Вукашин Глачки                    |
| 1983.      | Лицем у лице у Напуљу (ТВ)                    | Харолд Макмилан                   |
| 1983.      | Још овај пут                                  | Мирин отац                        |
| 1983.      | Дани Авној—а (мини-серија)                    |                                   |
| 1984.      | Камионџије опет возе                          | Директор комбината                |
| 1984.      | Камионџије 2 (серија)                         | Генерални директор                |
| 1985.      | Случај Лазе Костића (ТВ)                      | Симоновић, лекар Лазе Костића     |
| 1985.      | Гвоздени пут (немачки филм)                   |                                   |
| 1985.      | И то ће проћи                                 |                                   |
| 1985.      | Живот је леп                                  | Господин                          |
| 1986.      | Ловац против топа                             | Политички екстремистички емигрант |
| 1986.      | Дивљи ветар (руски филм)                      | Коста                             |
| 1987.      | На путу за Катангу                            | Доктор                            |